# Xuan Kiên Auto
Xuan Kiên Auto JSC war ein Automobil- und Nutzfahrzeughersteller mit Sitz in Hanoi, Vietnam. Der Markenname und der in den Medien für das Unternehmen gebräuchliche Name war Vinaxuki. Neben Thaco war es in Vietnam seinerzeit der einzige nichtstaatliche Automobilhersteller, der kein Joint Venture war.

## Geschichte
Im Jahr 2004 baute Xuan Kiên eine Geschäftsbeziehung zum chinesischen Hersteller Hafei auf. Die Produktion begann 2005 oder 2006. Das Unternehmen war profitabel und erwirtschaftete im besten Jahr einen Gewinn von rund 7 Millionen Euro.
Vinaxuki hatte zwischenzeitlich rund 1000 Mitarbeiter. Zudem soll es drei Produktionsstandorte in Hanoi gehabt haben.
Im Jahr 2012 hatte Vinaxuki einen Marktanteil von 5,5 %.
Als Grund für das Scheitern des Unternehmens wird eine mangelnde finanzielle Unterstützung seitens der Regierung angegeben. Eine ausbleibende staatliche Unterstützung wurde bereits 2008 festgestellt. Ab Juli 2015 wollte das Unternehmen seine Anlagen veräußern, stellte aber fest, dass diese gestohlen worden waren.

## Modelle
Die Produktion begann mit dem Kleinwagen Hafei Lobo und kleinen Nutzfahrzeugen. Die Produktpalette umfasste 20 Lastwagen- und drei Automodelle.
Im Jahr 2012 präsentierte Vinaxuki eine eigene Version des Hafei Lobo mit der Modellbezeichnung VG 100. Von diesem Fahrzeug entstanden nur drei Prototypen.
Ebenso wurden Lastwagen der Marke Dongfeng produziert.